# جو الهوا
جو الهوا هو مذيع برنامج «حقيبة جو» للتثقيف في مجال الأعمال في سي إن بي سي عربية.